# Шерберн Веслі Бернгем
Шерберн Веслі Бернгем (англ. Sherburne Wesley Burnham; 12 грудня 1838 — 11 березня 1921) — американський астроном.

## Біографічні відомості
Народився в Тетфорді (штат Вермонт). Почав займатися астрономією як аматор, в 1870-1882 проводив спостереження у власній обсерваторії в Чикаго, а також періодично в обсерваторіях Дірборн (Чикаго) і Вошберн (Медісон), в обсерваторії Дартмутського коледжу (штат Нью-Гемпшир). У 1878 році брав участь у дослідженні астроклімату на горі Гамільтон (Каліфорнія), де було вибрано місце для будівництва Лікської обсерваторії. У 1888-1892 працював у Лікській обсерваторії, в 1893-1913 — в Єркській обсерваторії. З 1893 року — професор практичної астрономії Чиказького університету.
Відомий відкриттями подвійних зірок. Проводячи спостереження на рефракторах з чудовими об'єктивами, створеними Е.Кларком, Бернгем відкрив 1274 подвійних зірки, серед яких багато цікавих і важких для спостереження пар; виконав тисячі мікрометричних вимірювань. Склав загальний каталог всіх відомих на той час подвійних зірок (13 655), видимих в Північній півкулі, до схиляння -31 (виданий в 1906 році Інститутом Карнегі у Вашингтоні) .
Золота медаль Лондонського королівського астрономічного товариства (1894), премія Ж.Ж.Ф.Лаланда Паризькоі АН (1904).